# Reinhard Siegmund-Schultze
Reinhard Siegmund-Schultze (Halle (Saale), 2 de abril de 1953) é um historiador da matemática alemão.

## Formação e carreira
Siegmund-Schultze estudou matemática na Universidade de Halle-Wittenberg, onde obteve um doutorado em 1979 com uma tese sobre a história da análise funcional. Completou a tese em 1975-1978 durante pesquisas no Karl-Sudhoff-Institut für Geschichte der Medizin und der Naturwissenschaften na Universidade de Leipzig. Foi depois até 1990 assistente na Universidade Humboldt de Berlim, onde obteve em 1987 a habilitação (Beiträge zur Analyse der Entwicklungsbedingungen der Mathematik im faschistischen Deutschland unter besonderer Berücksichtigung des Referatewesens). De 1991 a 1994 foi Feodor Lynen-Forschungsstipendiat da Fundação Alexander von Humboldt nos Estados Unidos. É desde 2000 Professor für Wissenschaftsgeschichte na Universidade de Agder em Kristiansand, Noruega.
Siegmund-Schultze é conhecido por trabalhos históricos sobre a emigração dos matemáticos da Alemanha nazista. Dentre outros lidou extensivamente com Richard von Mises.
É desde 2000 membro da Académie internationale d'histoire des sciences em Paris. Foi palestrante convidado do Congresso Internacional de Matemáticos em Seul (2014: One hundred years after the Great War – A century of breakdowns, resumptions and fundamental changes in international mathematical communication). É desde 2016 coeditor do periódico Historia Mathematica.

## Publicações selecionadas
- Mathematiker auf der Flucht vor Hitler. Quellen und Studien zur Emigration einer Wissenschaft, Vieweg: Braunschweig 1998; em inglês: Mathematicians fleeing from Nazi Germany: individual fates and global impact, Princeton University Press 2009
- Mathematische Berichterstattung in Hitlerdeutschland: der Niedergang des "Jahrbuchs über die Fortschritte der Mathematik, Göttingen, Vandenhoeck und Ruprecht 1993 (derivado de sua habilitação)
- Rockefeller and the internationalization of mathematics between the two world wars: documents and studies for the social history of mathematics in the 20th century, Birkhäuser 2001
- com Jochen Brüning, Dirk Ferus: Terror und Exil – persecution and expulsion of mathematicians from Berlin between 1933 and 1945, Deutsche Mathematiker-Vereinigung 1998 (exposição por ocasião do Congresso Internacional de Matemáticos em Berlim)
- Landau und Schur. Dokumente einer Freundschaft bis in den Tod in unmenschlicher Zeit, Mitteilungen DMV, Volume 19, 2011, p. 164–173
- Göttinger Feldgraue, Einstein und die verzögerte Wahrnehmung von Emmy Noethers Sätzen über invariante Variationsprobleme (1918), Mitteilungen DMV, Volume 19, 2011, p. 100–104, DOI:10.1515/dmvm-2011-0046 (acesso livre).
- com Christopher D. Hoolings: Meeting under the integral sign? The Oslo Congress of Mathematicians on the Eve of the Second World War (= History of Mathematics, Vol. 44), Providence, Rhode Island 2020.